# Lijst van scheepsklassen van de Nederlandse marine
Dit is een incomplete lijst van historische en huidige scheepsklassen van de Nederlandse marine. De lijst begint rond 1860 met de overgang van hout naar ijzer/staal als constructiemateriaal voor schepen.

## Voor 1900
| Klasse                               | Aantal schepen | Type                          | Waterverplaatsing | Kiellegging eerste schip | Dienstperiode                                     | Afbeelding |
| ------------------------------------ | -------------- | ----------------------------- | ----------------- | ------------------------ | ------------------------------------------------- | ---------- |
| Zr.Ms. Prins Hendrik der Nederlanden | 1              | Ironclad ramtorenschip        | 3.320ton          | 1864                     | 1867-1899                                         |            |
| Buffelklasse                         | 2              | Ironclad ramtorenschip        | 2.284ton          | 1867                     | onbekend in de 19e eeuw                           |            |
| Schorpioenklasse                     | 2              | Ironclad ramtorenschip        | 2.140ton          | 1867                     | onbekend in de 19e eeuw                           |            |
| Zr.Ms. Koning der Nederlanden        | 1              | Ironclad ramtorenschip        | 5 315ton          | 1873                     | 1877-1895                                         |            |
| Krokodilklasse                       | 3              | Monitor                       | 1.520ton          | 1867                     | onbekend in de 19e eeuw - onbekend                |            |
| Bloedhondklasse of Cerberusklasse    | 2              | Monitor                       | 1.656ton          | 1868                     | onbekend in de 19e eeuw - onbekend                |            |
| Panterklasse of Hyenaklasse          | 6              | Monitor                       | 1.555ton          | 1869                     | onbekend in de 19e eeuw - onbekend                |            |
| Zr.Ms. Draak                         | 1              | Monitor                       | 2.198ton          | 1876                     | onbekend in de 19e eeuw - onbekend                |            |
| Zr.Ms. Matador                       | 1              | Monitor                       | 1.968ton          | 1877                     | onbekend in de 19e eeuw - onbekend                |            |
| Hr.Ms. Reinier Claeszen              | 1              | Monitor                       | 2.440ton          | 1890                     | 1894-1913                                         |            |
| Atjehklasse                          | 6              | Schroefstoomschip 1e klasse   | 3.425ton          | 1875                     | onbekend in de 19e eeuw - onbekend                |            |
| Zr.Ms. Citadel van Antwerpen         |                | Schroefstoomschip 2e klasse   |                   |                          | 1857-1878                                         |            |
| Zr.Ms. Alkmaar                       |                | Schroefstoomschip 3e klasse   |                   | 1874                     | 1879-1900                                         |            |
| Zr./Hr.Ms. Java                      | 1              | Schroefstoomschip 4e klasse   | 1.280ton          | 1885                     | onbekend in de 19e eeuw - onbekend                | -          |
| Zr./Hr.Ms. Borneo                    | 1              | Schroefstoomschip 4e klasse   | 800ton            | 1892                     | onbekend in de 19e eeuw - onbekend in de 20e eeuw | -          |
| Niasklasse                           | 4              | Schroefstoomschip 4e klasse   | 680ton            | 1895                     | onbekend in de 19e eeuw - onbekend in de 20e eeuw |            |
| Koeteiklasse                         | 3              | Schroefstoomschepen 4e klasse | 778ton            | 1898                     | onbekend in de 19e eeuw - onbekend in de 20e eeuw | -          |
| Hr.Ms. Sumatra                       | 1              | Pantserdekkorvet              | 1.693ton          | 1889                     | 1891-1907                                         |            |
| Koningin Wilhelmina der Nederlanden  | 1              | Pantserdekschip               | 4.530ton          | 1891                     | 1894-1910                                         |            |
| Hollandklasse                        | 6              | Pantserdekschip               | 3.900ton          | 1895                     | 1898-1940                                         |            |
| Evertsenklasse                       | 3              | Pantserschip                  | 3.464ton          | 1893                     | 1895-1920                                         |            |
| Hydraklasse                          | 14             | Kanonneerboot                 | 216ton            | 1873                     | onbekend in de 19e eeuw - onbekend in de 20e eeuw | -          |
| Thorklasse                           | 16             | Kanonneerboot                 | 240ton            | 1876                     | 1877 - onbekend in de 20e eeuw                    |            |

## 1900-1950
| Klasse                              | Aantal schepen /In dienst | Type             | Waterverplaatsing     | Kiellegging eerste schip | Dienstperiode | Afbeelding |
| ----------------------------------- | ------------------------- | ---------------- | --------------------- | ------------------------ | ------------- | ---------- |
| Koningin Regentesklasse             | 3                         | Pantserschip     | 5.002ton              | 1899                     | 1902-1945     |            |
| Hr. Ms. Maarten Harpertszoon Tromp  | 1                         | Pantserschip     | 5.210ton              | 1902                     | 1906-1927     |            |
| Hr. Ms. Jacob van Heemskerck        | 1                         | Pantserschip     | 4.920ton              | 1902                     | 1908-1974     |            |
| Hr. Ms. De Zeven Provinciën         | 1                         | Pantserschip     | 6.530ton              | 1908                     | 1910-1942     |            |
| Javaklasse                          | 2                         | Lichte kruiser   | 6.670ton              | 1916                     | 1925-1944     |            |
| Hr. Ms. De Ruyter                   | 1                         | Lichte kruiser   | 6.442ton              | 1933                     | 1936-1942     |            |
| Trompklasse                         | 2                         | Lichte kruiser   | 3.450ton              | 1936                     | 1938-1969     |            |
| Wolfklasse                          | 8                         | Torpedobootjager | 510ton                | 1910?                    | 1911-1934     |            |
| Admiralenklasse                     | 8                         | Torpedobootjager | 1.316ton?             | 1925                     | 1928-1942     |            |
| Gerard Callenburghklasse            | 4/1                       | Torpedobootjager | 1.604ton              | 1938                     | 1941-1942     |            |
| Brinioklasse                        | 3                         | Kanonneerboot    | 545ton                | 1911                     | 1914-1950     |            |
| Floresklasse                        | 2                         | Kanonneerboot    | 1.457ton              | 1924                     | 1926-1968     |            |
| Hr. Ms. Johan Maurits van Nassau    | 1                         | Kanonneerboot    | 1.537ton              | 1931                     | 1933-1940     |            |
| Hr. Ms. Van Kinsbergen              | 1                         | Kanonneerboot    | 1.760ton              | 1937                     | 1939-1959     |            |
| K-klasse                            | 3/1                       | Kanonneerboot    | 1.200ton              | 1939                     | 1946-1959     |            |
| K-klasse                            | 3                         | Torpedoboot      | 47,9ton               | 1904                     | 1905-1940     |            |
| G 13-klasse                         | 4                         | Torpedoboot      | 180ton                | 1913                     | 1914-1945     |            |
| Z 1-klasse                          | 4                         | Torpedoboot      | 277ton                | 1915                     | 1919-1940     |            |
| Z 5-klasse                          | 4                         | Torpedoboot      | 263ton                | 1914                     | 1915-1945     |            |
| Hr. Ms. O 1                         | 1                         | Onderzeeboot     | 105 / 124ton          | 1904                     | 1906-1920     |            |
| O 2-klasse                          | 4                         | Onderzeeboot     | 134 / 149ton          | 1909                     | 1911-1935     |            |
| Hr. Ms. K I                         | 1                         | Onderzeeboot     | 333 / 358ton          | 1911                     | 1914-1928     |            |
| Hr. Ms. O 6                         | 1                         | Onderzeeboot     | 192 / 233ton          | 1914                     | 1916-1936     | -          |
| Hr. Ms. O 7                         | 1                         | Onderzeeboot     | 178,6 / 209,3ton      | 1914                     | 1916-1939     | -          |
| Duitse UC-klasse (M 1-klasse)       | 1                         | Onderzeeboot     | 171 / 187,6ton        | 1915                     | 1917-1931     |            |
| Britse H-klasse (O 8-klasse)        | 1                         | Onderzeeboot     | 368 / 440ton          | 1915                     | 1917-1940     |            |
| Hr. Ms. K II                        | 1                         | Onderzeeboot     | 569 / 649ton          | 1915                     | 1922-1937     |            |
| K III-klasse                        | 2                         | Onderzeeboot     | 583 / 721ton          | 1915                     | 1920-1936     | -          |
| K V-klasse                          | 3                         | Onderzeeboot     | 569 / 649ton          | 1916                     | 1920-1942     | -          |
| K VIII-klasse                       | 3                         | Onderzeeboot     | 520 / 715ton          | 1917                     | 1922-1942     |            |
| K XI-klasse                         | 3                         | Onderzeeboot     | 688 / 828ton          | 1922                     | 1925-1945     |            |
| O 9-klasse                          | 3                         | Onderzeeboot     | 526 / 656ton          | 1922                     | 1925-1944     |            |
| O 12-klasse                         | 4                         | Onderzeeboot     | 610 t / 754ton        | 1928                     | 1931-1945     |            |
| K XIV-klasse                        | 5                         | Onderzeeboot     | 865 / 1045ton         | 1930                     | 1933-1946     |            |
| Hr. Ms. O 16                        | 1                         | Onderzeeboot     | 984 / 1194ton         | 1933                     | 1936-1941     |            |
| O 19-klasse                         | 2                         | Onderzeeboot     | 1145,5 / 1561,1ton    | 1936                     | 1939-1945     |            |
| O 21-klasse                         | 7/5                       | Onderzeeboot     | 990 / 1205ton         | 1937                     | 1940-1959     |            |
| Britse U-klasse                     | 1                         | Onderzeeboot     | 632 / 735ton          | 1941                     | 1942-1952     |            |
| Britse S-klasse                     | 1                         | Onderzeeboot     | 620 / 927ton          | 1931                     | 1943-1945     |            |
| Britse T-klasse (Zwaardvischklasse) | 4                         | Onderzeeboot     | 583 / 721ton          | 1941                     | 1943-1965     | -          |
| Hydraklasse                         | 2                         | Mijnenlegger     | 593ton                | 1910                     | 1911-19??     |            |
| Douwe Aukesklasse                   | 2                         | Mijnenlegger     | 687ton                | 1919                     | 1922-1962     |            |
| Prins van Oranjeklasse              | 2                         | Mijnenlegger     | 1291ton               | 1930                     | 1932-1942     |            |
| Britse Nairanaklasse                | 1                         | Vliegdekschip    | 14.050ton             | 1943                     | 1946-1948     |            |
| Britse Colossusklasse               | 1                         | Vliegdekschip    | 13.200ton (standaard) | 1942                     | 1948-1968     |            |

## 1951-2000
| Klasse                                       | Aantal schepen | Type                     | Waterverplaatsing    | Kiellegging eerste schip | Dienstperiode | Afbeelding |
| -------------------------------------------- | -------------- | ------------------------ | -------------------- | ------------------------ | ------------- | ---------- |
| De Zeven Provinciënklasse of Eendrachtklasse | 2              | Lichte kruiser           | 8.350 ton            | 1939                     | 1953-1973     |            |
| Hollandklasse                                | 4              | Onderzeebootjager        | 2.150ton (standaard) | 195?                     | 1954-1982     |            |
| Frieslandklasse                              | 8              | Onderzeebootjager        | 2.497ton (standaard) | 1951?                    | 1953-1980     |            |
| Van Speijkklasse                             | 6              | Fregat                   | 2.200ton (standaard) | 1963                     | 1967-1989     |            |
| Trompklasse                                  | 2              | Fregat                   | 3.665ton (standaard) | 1971                     | 1975-2001     |            |
| Kortenaerklasse                              | 10             | Fregat                   | 3.500ton (standaard) | 1975                     | 1978-2003     |            |
| Jacob van Heemskerckklasse                   | 2              | Fregat                   | 3.000ton (standaard) | 1981                     | 1986-2005     |            |
| Alkmaarklasse                                | 15             | Mijnenjager              | 588 ton (max)        | 1979                     | 1983-heden    |            |
| Karel Doormanklasse                          | 8              | Fregat                   | 2.800ton (standaard) | 1985                     | 1991-heden    |            |
| Amerikaanse Baloaklasse (Walrusklasse)       | 2              | Onderzeeboot             | 1824 / 2425ton       | 1943                     | 1953-1971     |            |
| Dolfijnklasse en Potvisklasse                | 4              | Onderzeeboot             | 1530 / 1830ton       | 1954                     | 1960-1992     |            |
| Zwaardvisklasse                              | 2              | Onderzeeboot             | 2350 / 2620ton       | 1966                     | 1972-1995     |            |
| Walrusklasse                                 | 4              | Onderzeeboot             | 2450 / 2800ton       | 1979                     | 1985-heden    |            |
| Zr.Ms. Rotterdam                             | 1              | Amfibisch transportschip | 12.750ton (beladen)  | 1996                     | 1998-heden    |            |
| Hr.Ms. Poolster                              | 1              | Bevoorradingsschip       | 16.836ton            | 1962                     | 1964-1994     |            |
| Hr.Ms. Zuiderkruis                           | 1              | Bevoorradingsschip       | 16.900ton            | 1973                     | 1975-2012     |            |
| Hr.Ms. Amsterdam                             | 1              | Bevoorradingsschip       | 17.040ton            | 1992                     | 1995-2014     |            |

## 2001-Nu
| Klasse                    | Aantal schepen | Type                            | Waterverplaatsing    | Kiellegging eerste schip | Dienstperiode | Afbeelding |
| ------------------------- | -------------- | ------------------------------- | -------------------- | ------------------------ | ------------- | ---------- |
| De Zeven Provinciënklasse | 4              | Fregat                          | 6.050 ton            | 1998                     | 2002-heden    |            |
| Zr. Ms. Johan de Witt     | 1              | Amfibisch transportschip        | 16.500 ton (beladen) | 2003                     | 2007-heden    |            |
| Hollandklasse             | 4              | Patrouilleschip                 | 3.750 ton            | 2008                     | 2010-heden    |            |
| Zr. Ms. Karel Doorman     | 1              | Logistiek ondersteuningsschip   | 27.800 ton           | 2011                     | 2015-heden    |            |
| Snelliusklasse            | 2              | Hydrografisch opnemingsvaartuig | 1875 ton             | 2002                     | 2003-heden    |            |